# Charles Muscatine
Charles Samuel Muscatine (* 28. November 1920 in Brooklyn, New York City; † 12. März 2010 in Oakland, Kalifornien) war ein US-amerikanischer Literaturwissenschaftler und Hochschullehrer, der die Studien über die Lyrik von Geoffrey Chaucer durch die Betrachtung von dessen Vorbildern aus der französischen Literatur neu ausrichtete sowie die Hochschullehre an der University of California, Berkeley durch den Einfluss der Free Speech Movement (FSM) reformierte.

## Leben

### Studium, Zweiter Weltkrieg und Beginn der Lehrtätigkeit
Muscatine, der in Trenton aufwuchs, absolvierte nach dem Schulbesuch ein grundständiges Studium sowie ein postgraduales Studium der Anglistik an der Yale University, das er 1941 mit einem Bachelor of Arts (B.A. English) sowie 1942 mit einem Master of Arts (M.A. English) abschloss. Im Anschluss trat er während des Zweiten Weltkrieges in die US Navy ein und nahm an den Landungen in Nordafrika sowie der Operation Avalanche, der alliierten Landung in Salerno, am 9. September 1943. Für seine Tapferkeit bei der Operation Overlord, der alliierten Landung in der Normandie am 6. Juni 1944 im Abschnitt Omaha Beach der Operation Neptune, wurde ihm die Navy Commendation Medal verliehen.
Nach Kriegsende setzte er sein Studium fort und erwarb 1948 ein Doktorat für Englisch an der Yale University. Seine Lehrtätigkeit an der University of California, Berkeley begann er 1948 in der Abteilung für Anglistik als Assistenzprofessor für Mittelenglische Literatur. 1949 hatten er und 30 andere Professoren nach einem Aufruf zu den Prinzipien der akademischen Freiheit die Unterzeichnung eines damals neu vom Bundesstaat Kalifornien geforderten antikommunistischen Loyalitätseides abgelehnt. Er wurde daraufhin aus dem Universitätsdienst entlassen. Im Anschluss übernahm er vorübergehend eine Lehrtätigkeit an der Wesleyan University, ehe er 1954 wieder seine Lehrtätigkeit an der Yale University aufnehmen konnte, nachdem der Oberste Gerichtshof Kaliforniens (California Supreme Court) entschieden hatte, dass der Eid nicht verfassungsgemäß war.

### Bedeutung und Nachwirken der Chaucer-Studien
In seinem 1957 von der University of California Press herausgegebenen Buch Chaucer and the French Tradition: A Study in Style and Meaning, das nach wie vor ein Grundlagenwerk zum Verständnis des englischen Dichters ist, weitete er seine Untersuchungen über die traditionellen Quellenstudien hinaus aus und wies die weit verbreitete Ansicht über Chaucer zurück, dass er ein Dichter war, der sich von einem gestelzten Konventionalismus zu einem robusten, reinen englischen Realismus entwickelt hätte. Muscatine beschrieb Chaucer vielmehr als einen Künstler, der die Themen und Mittel, die er in der höfischen und bürgerlichen Dichtung fand, die sich in Frankreich im 12. und 13. Jahrhundert entwickelte, zu seinem eigenen Nutzen formte.
David Lawton, Verwaltungsdirektor der New Chaucer Society, beschrieb die Werke und Forschungen Muscatines wie folgt:
„Sie blieben erstaunlicherweise zeitlos. Die schiere Qualität seiner Lektüre setzten einen beinahe unmöglichen hohen Standard fort, und praktisch im Alleingang eröffnete er die Studien zu Chaucer auf Frankreich und dessen weltliches französisches Erbe. Es gab ein großes Wachstum auf diesem Gebiet, wobei das meiste den Wegen folgte, die er gemacht hatte.“
‚It remains astonishingly undated. The sheer quality of Muscatine’s reading continues to set an almost impossibly high standard, and virtually single-handedly he opened up Chaucer studies to France and Chaucer’s secular, French heritage. There has been a huge growth in this field, most of it following along the routes he made.‘

### Unterstützung der Free Speech Movement und Muscatine-Report
Die Unruhen innerhalb der Studentenbewegung an der University of California, Berkeley in den 1960er Jahren brachten eine neue Rolle für Muscartine. In der Zeit der Free Speech Movement, während der Studenten Sit-ins und Demonstrationen als Protest gegen Restriktionen bei der politischen Redefreiheit auf dem Universitätsgelände veranstalteten, spielte er eine führende Rolle in der Vermittlung zwischen Studenten und der Universitätsverwaltung. Seine Sympathie für die Forderungen der Studenten in Angelegenheiten der Redefreiheit kam aufgrund seiner eigenen harten Erfahrungen in der Frühphase der McCarthy-Ära.
Nachdem die unmittelbare Krise auf dem Campus nachgelassen hatte, wurde er gebeten, den Vorsitz in einem Fakultätsausschuss zu übernehmen, der sich mit Vorschlägen für Bildungsreformen an der Universität beschäftigen sollte. Der daraus entstandene und 1966 veröffentlichte Bericht, Education at Berkeley, wurde auch als Muscatine-Report bekannt, und erreichte breite Aufmerksamkeit für die Kühnheit seiner Pläne zur Einrichtung nichttraditioneller Studiengänge sowie zur Aufhebung interdisziplinärer Barrieren.
Obwohl 16 der 42 Vorschläge durch den Hochschulsenat angenommen wurden, konnte die meisten Vorschläge nicht gehalten werden. Innerhalb weniger Jahre ebbte der Wunsch nach radikalen Änderungen ab, so dass Muscatine 1972 resümierte: „Die Fakultäten beschäftigen sich wieder mit ihren eigen Angelegenheiten“ (‚Faculties are ready to sit on their private concerns again‘).
Allerdings ergriff er die Initiative und half bei der Gründung des Collegiate Seminar Program, einem unter dem Namen Strawberry Creek College bekannten experimentellen Programms an der Universität, das er in den 1970er Jahren leitete. Die Ideen des Programms übten später landesweit Einfluss auf Community Colleges und experimentelle Universitäten aus, die dem Modell der Lerngemeinschaft (learning community) folgten.

### Spätere Veröffentlichungen und letzte Lebensjahre
In seiner Lehrtätigkeit setzte er anders als zahlreiche seiner Kollegen den Schwerpunkt auf den Bereich des grundständigen Studiums und verfasste zusammen mit Marlene Griffith zwei Lehrbücher zur Einführung in das Studium der Anglistik und englischen Literatur, und zwar The Borzoi College Reader (1966) und First Person Singular (1973). 1974 wurde Muscatine in die American Academy of Arts and Sciences gewählt.
Neben seinen grundlegenden Studien zu Chaucers französischen Quellen veröffentlichte er auch Poetry and Crisis in the Age of Chaucer (1972), The Old French Fabliaux (1986) und Medieval Literature, Style and Culture (1999), eine Sammlung von Essays.
Auch nach seiner Emeritierung 1991 setzte er sich für eine Reform des grundständigen Studiums ein und veröffentlichte zuletzt 2009 Fixing College Education: A New Curriculum for the 21st Century. Muscatine verstarb an den Folgen einer Lungenentzündung.

## Veröffentlichungen
- Chaucer and the French tradition, 1957
- The book of Geoffrey Chaucer, 1963
- The Borzoi college reader, 1966, Neuauflage 1992
- Poetry and crisis in the age of Chaucer, 1972
- First person singular, 1973
- The Old French fabliaux, 1986
- Student's guide for the Borzoi college reader, sixth edition, Mitherausgeberin Marlene Griffith, 1988
- Medieval literature, style, and culture, 1999
- The loyalty oath, the Free Speech Movement, and education reforms at the University of California, Berkeley, 2004
- Fixing college education, 2009